# Exposition nationale et régionale de Rouen
L'Exposition nationale et régionale de Rouen est une exposition nationale ayant eu lieu à Rouen en 1884.

## L'exposition
L'exposition a lieu sur le Champ de Mars. La commission d'organisation est présidée par Charles Besselièvre. L'exposition est inaugurée le 1er juin 1884 en présence du maire de Rouen, Louis Ricard, du préfet Ernest Hendlé, du sénateur Alphonse Cordier, et des députés Nicolas Duvivier, Richard Waddington et Jules Thiessé.